# Слободан Дунђерски
Слободан Дунђерски (Београд, 1. март 1988) је српски кошаркаш. Игра на позицији плејмејкера, а тренутно наступа за БКК Раднички.

## Каријера
Дунђерски је као млад играч отишао у литванску Судуву за коју је наступао у сезони 2007/08. Након тога се вратио у Србију и играо у домаћем првенству за екипе Визуре, ОКК Београда и Војводине Србијагас. За сезону 2012/13. одлази у румунску екипу Газ метан Медијаш.
У новембру 2013. се прикључио екипи ФМП-а, и са њима провео остатак сезоне. У септембру 2014. је потписао уговор са ваљевским Металцем. Средином фебруара 2015. добио је отказ у Металцу, а већ пар дана касније прешао је у македонски Кожув до краја сезоне.
Сезону 2015/16. је почео у земунској Младости, да би у новембру 2015. прешао у Темишвар где се задржао до краја те сезоне. У сезони 2016/17. је био играч Динама из Букурешта. Од лета 2019. је играч београдског Радничког.